# 布干维尔众议院
布干维尔众议院（英語：Bougainville House of Representatives）是巴布亚新几内亚的布干维尔自治区的立法机关，成立于2005年。布干维尔众议院实行一院制，由41名议员组成，包括39名民选议员和2名当然议员。39名民选议员的选举办法是：33个选区各选出1名议员，布干维尔的3个区各选出1名女性议员和1名曾参加布干维尔革命军的议员。